# ジョルジュ・ロージェ
ジョルジュ・ロージェ（Georges Paul François Laurent Laugée、1853年12月19日 - 1937年12月5日）は、フランスの画家である。

## 略歴
フランスのノルマンディー地域圏、セーヌ＝マリティーム県のモンティヴィリエ(Montivilliers)で生まれた。父親のデジレ・フランソワ・ロージェ（Désiré François Laugée: 1823-1896）は画家で、バルビゾン派の画家、ジャン＝フランソワ・ミレー(1814-1875)の友人であった。姉のマリー・エレノア・フランソワーズ(Marie Éléonore Françoise: 1851-1937) は画家のジュリアン・デュプレ(1851-1910)と1876年に結婚した 。
父親のスタジオで美術を学び、スタジオにはフィルベール・レオン・クチュリエ(Philibert Léon Couturier: 1823-1901)やジュリアン・デュプレといった画家が訪れていた。1870年にパリ国立高等美術学校に入学し、イジドール・ピルス(1813-1875)やアンリ・ラマン(1814-1882)の教室で学んだ。1877年にパリのサロンに初めて出展した。1880年にサロンで選外佳作を受賞、1881年に銅メダルを受賞した。1889年と1900年のパリ万国博覧会の展覧会でも入賞した。
フランス北部のサン＝カンタン地域などで、ジュリアン・デュプレとともに農民の生活を描いたことで知られている。 
オワーズ県のブラール(Boullarre)で亡くなった。

## 作品

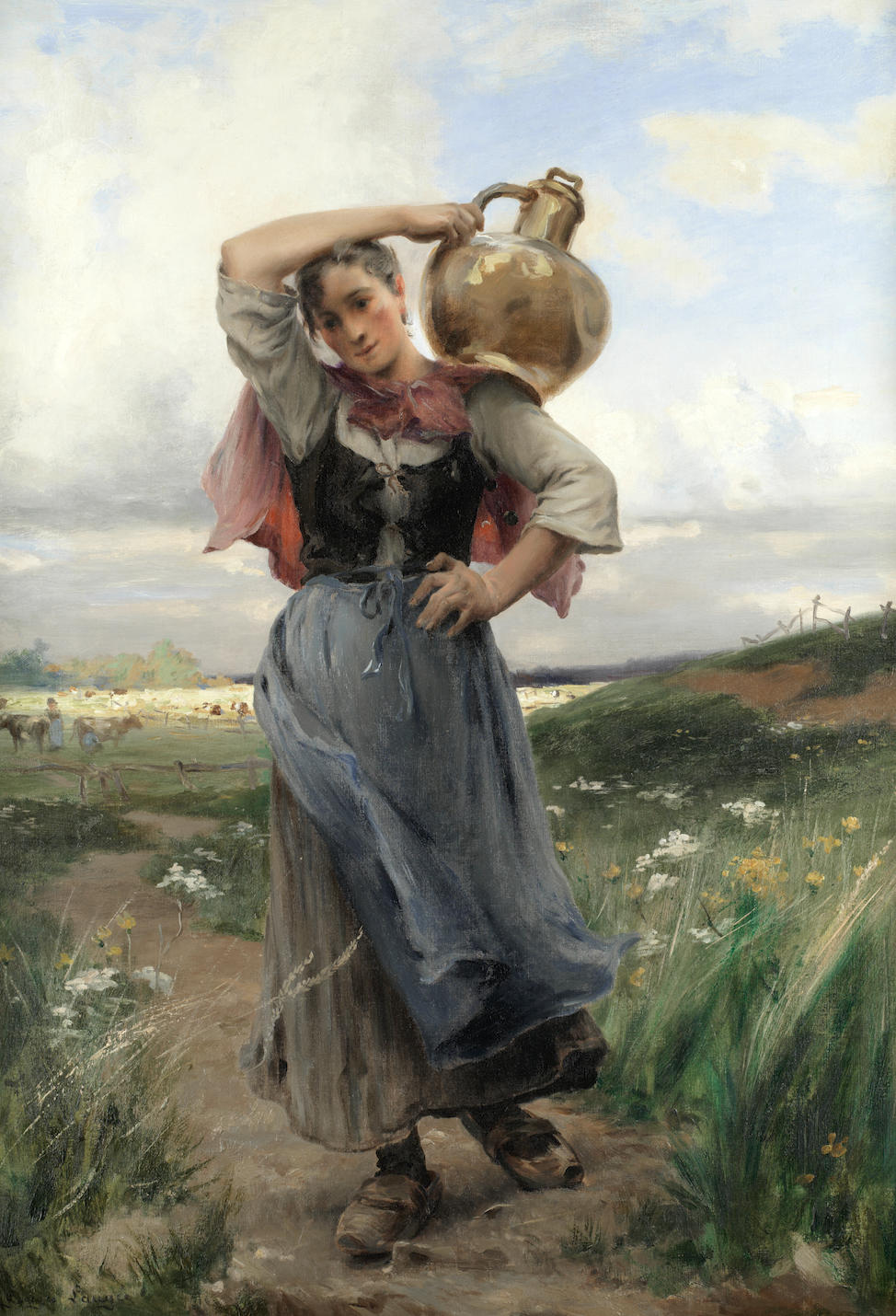
「乳搾りの時間」(c.1892) 個人蔵
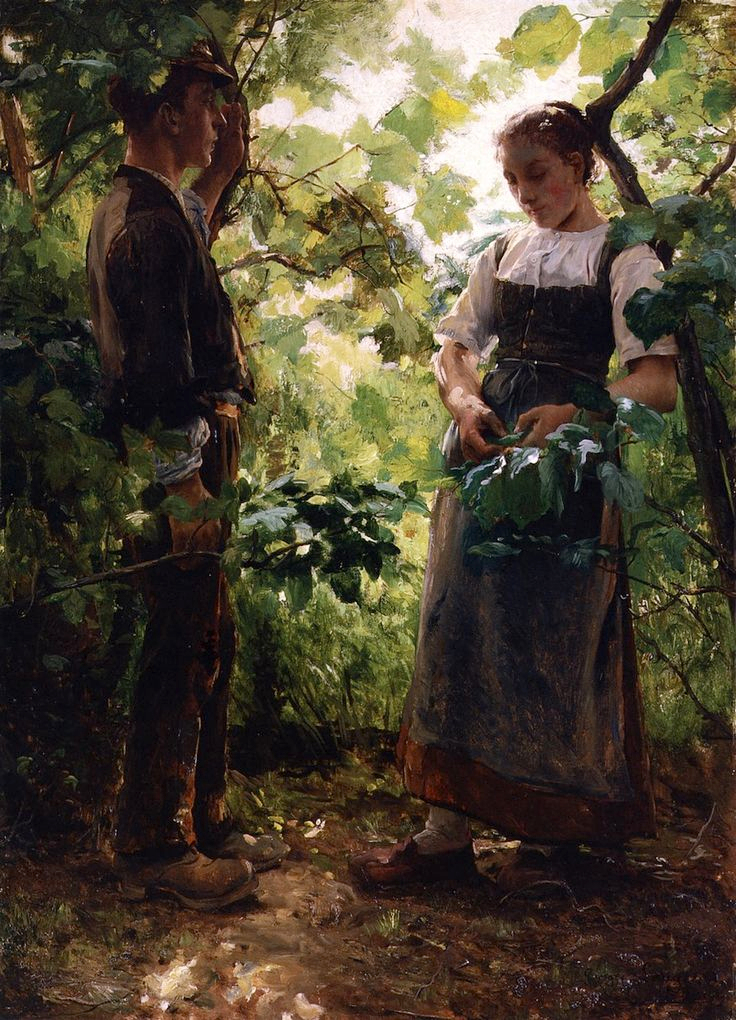
森の中で糸繰りする2人の農夫 (1890)
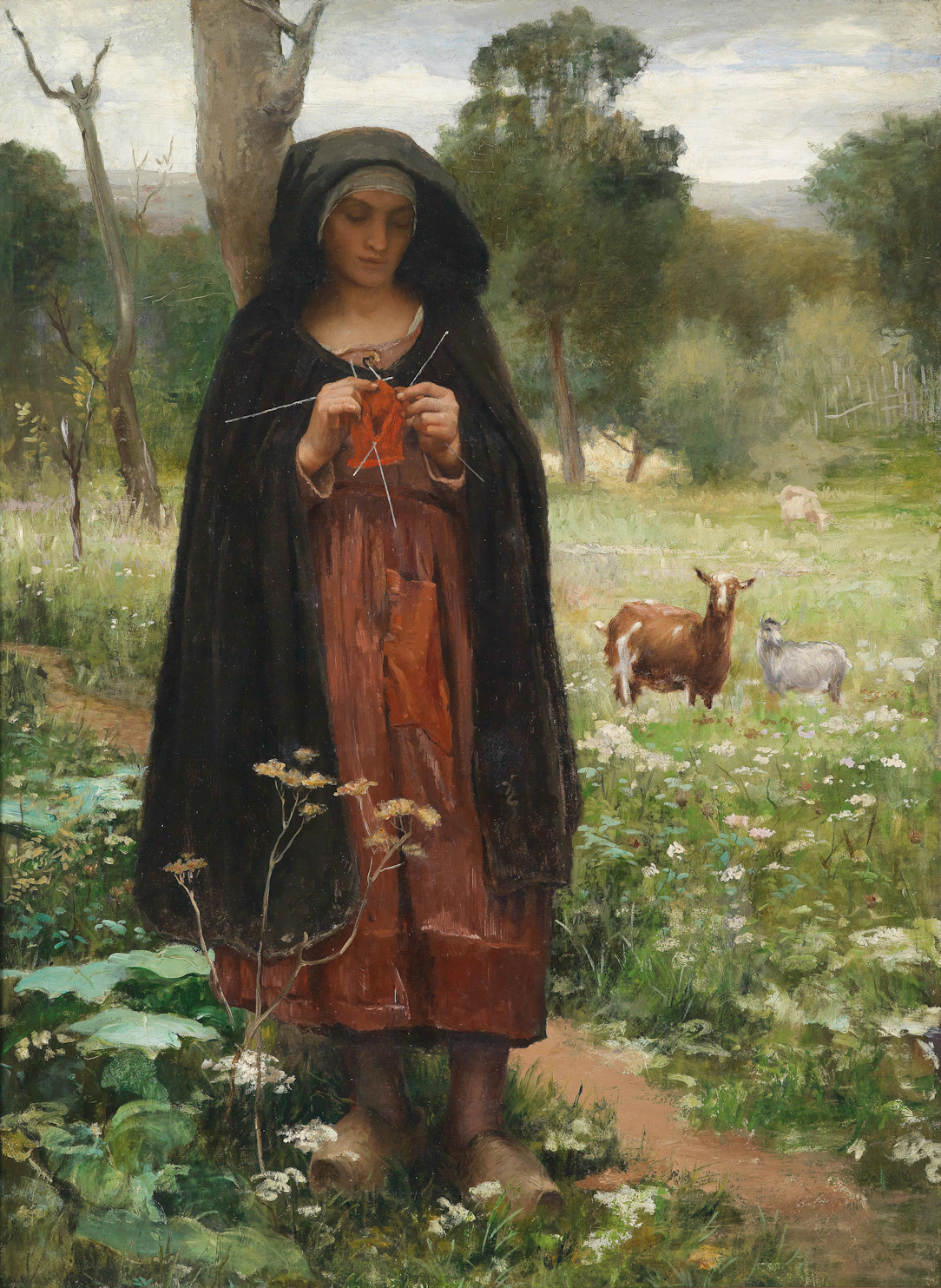
赤い服の羊飼い (c.1880)
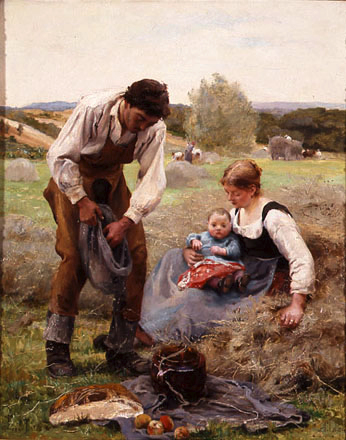
野原で食事をする農夫の家族

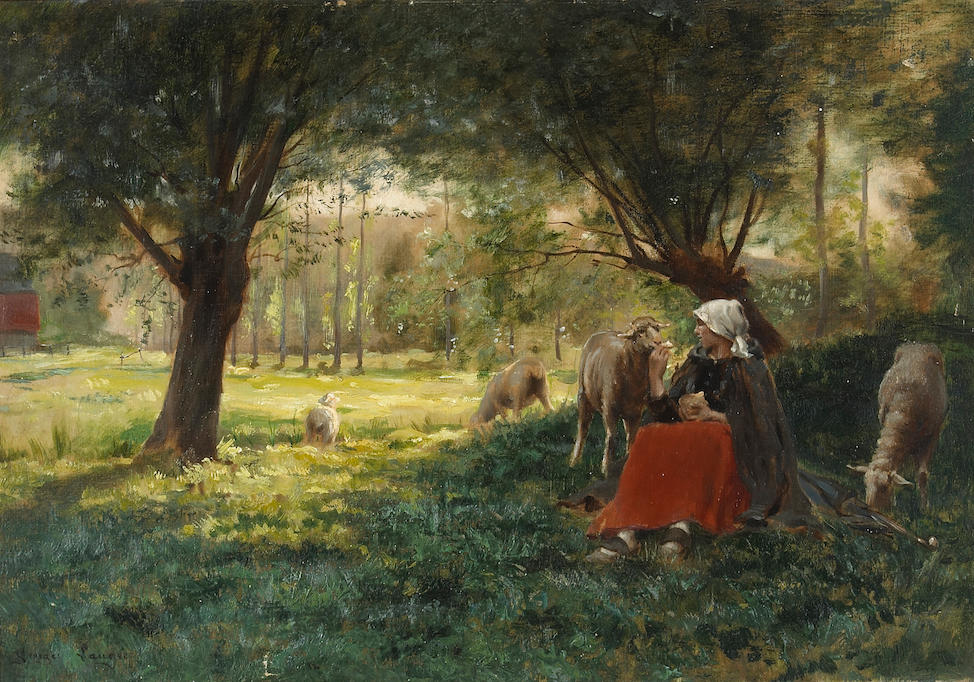
森の中で羊飼いと家畜の群れ、個人蔵
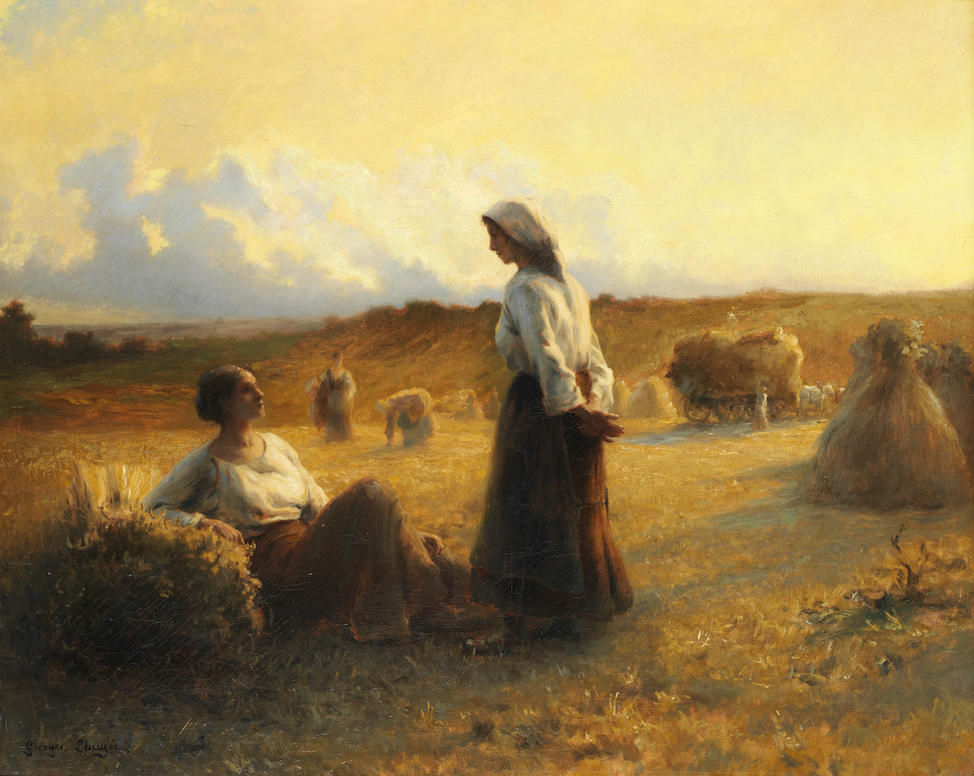
落穂拾い 個人蔵
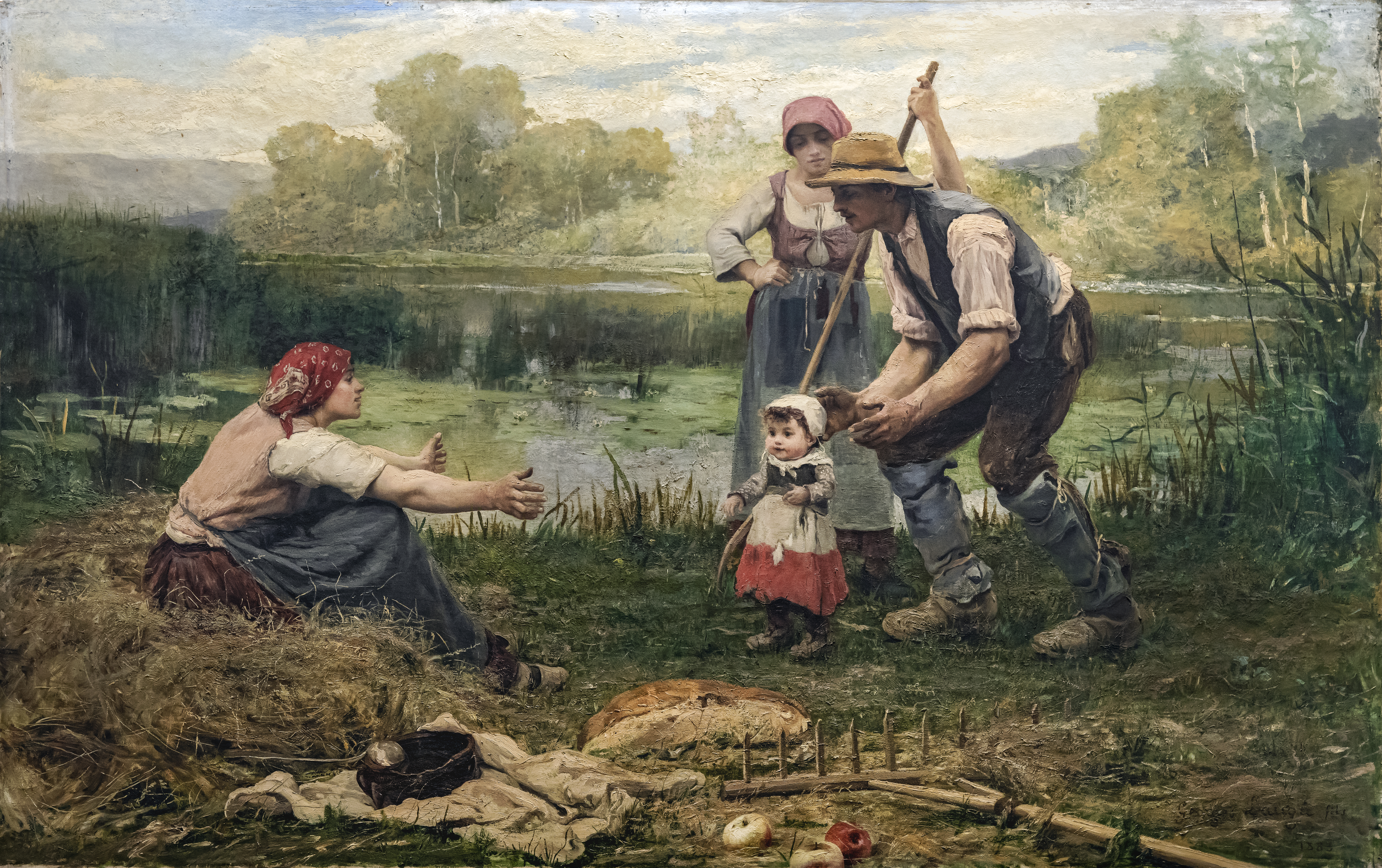
歩き始めた子供 カルカソンウ美術館